# Archon II: Adept
Archon II: Adept est un jeu vidéo de stratégie au tour par tour développé par Free Fall Associates et publié par Electronic Arts en 1984 sur Amiga, Amstrad CPC, Apple II, Atari 8-bit, Commodore 64 et ZX Spectrum. Le jeu fait suite à Archon: The Light and the Dark (1983). Comme ce dernier, le jeu oppose les forces de l’ordre et du chaos sur un plateau de jeu rectangulaire composé de cases carrées. Chaque case correspond à un des quatre éléments : la terre, le feu, l’eau ou l’air. Chaque joueur débute une partie avec quatre magiciens, les adeptes, qui sont associés à un des quatre éléments. A chaque tour de jeu, chaque adepte peut soit se déplacer, soit lancer un sort pour par exemple invoquer un démon ou un élémentaire. Comme les adeptes, les élémentaires sont associés à un élément et sont plus puissants lorsqu’ils se trouvent sur une case correspondant à celui-ci. Les démons sont au contraire de force égale quelle que soit la case où ils se trouvent. Lorsqu’un adepte invoque une créature, il perd des points de puissance magique qu’il récupère en occupant une des sources de puissance disséminées sur le plateau de jeu. Lorsqu’un joueur déplace une unité sur une case occupé par un ennemi, les deux unités s’affrontent et le perdant est retiré du plateau. L’objectif d’une partie est de prendre toutes les unités ennemies ou d’occuper toutes les sources de puissance,.

## Accueil
| Archon II: Adept |      |       |
| Média            | Pays | Notes |
| Tilt             | FR   | 17/20 |
| Zzap!64          | GB   | 78 %  |